# 松江陽一
松江 陽一（まつえ よういち、1930年（昭和5年）10月26日 - 2019年（平成31年）3月9日）は、日本の俳優、映画プロデューサー、舞台制作者。

## 経歴
石川県生まれ。1955年、東京大学法学部卒業。
1955年「東宝ニューフェイス」に合格し入社。同年、小田基義監督の『ゴジラの逆襲』に同期の中丸忠雄と共に俳優としてデビューし端役で出演する。イタリアのチネチッタでの留学中に黒澤明と知り合う。帰国後、東宝で黒澤監督の『隠し砦の三悪人』から『赤ひげ』までの作品に助監督として参加（『用心棒』は除く）。
1958年12月、詩人の吉原幸子と結婚。一児をもうけたのち、1962年2月に離婚。
1966年、東宝を退社し、俳優を引退するも映画・舞台制作会社『41工房（アトリエ41）』を設立。オフ・ブロードウェイでロングランしたミュージカルの翻訳版『ファンタスティックス』（1971年、渋谷ジァン・ジァン）を始めとする小劇場ミュージカルの上演を手がける傍ら、プロデューサーとして黒澤明監督の作品に参加。1975年の『デルス・ウザーラ』は第48回アカデミー外国語映画賞を受賞した。
1971年、『ファンタスティックス』で第6回紀伊國屋演劇賞個人賞を受賞。なおこの作品は後年まで上演の度に主役の男女二人のオーディションを開催、新人俳優の登竜門となっていた。

## 作品

### 映画（出演）
- 『ゴジラの逆襲』, 1955（監督：小田基義）...端役（護送される囚人たち）
- 『ジャンケン娘』, 1955（監督：杉江敏男）...端役（江利チエミ「スコキアン」バックダンサー）
- 『風は知らない』The Wind Cannot Read, 1958（監督：ラルフ・トーマス）イギリス ...森伍長役　主演はダーク・ボガードと谷洋子。

### 映画（制作）
- 『どですかでん』, 1970（監督：黒澤明）
- 『馬の詩』, 1971（監修：黒澤明, 構成：黒澤明、木下亮, 音楽：佐藤勝）日本テレビで放映されたドキュメンタリー。ナレーションを「どですかでん」で親子を演じた三谷昇と川瀬裕之が担当した。
- 『デルス・ウザーラ』, 1975（監督：黒澤明）ソ連＝日本[4]
- 『海のうた』（短編）, 1978（構成：木下亮、松江陽一, 撮影：逢沢譲, 音楽：佐藤勝, ナレーター：吉原幸子, 製作：アトリエ41、サンリオ）『チリンの鈴』地方併映作品
- 『アフリカ物語』, 1980（監督：羽仁進, 原案：寺山修司）
- 『友達』, 1988（監督：シェル・オーケ・アンデション, 原作：安部公房, 製作：シネセゾン、新潮社）スウェーデン＝日本

### 映画（その他）
- 『天国と地獄』, 1963（監督：黒澤明）...監督助手
- 『日本一の色男』, 1963（監督：古澤憲吾）...監督助手
- 『赤ひげ』, 1965（監督：黒澤明）...監督助手
- 『上意討ち 拝領妻始末』, 1967（監督：小林正樹）...監督助手

### 舞台
- 『ファンタスティックス』, 1971年-1992年（演出：中村哮夫）